# Pyrinia pescoria
Pyrinia pescoria là một loài bướm đêm trong họ Geometridae.